# Yang Jia
Xiang Jia o Yang Jia (陽甲}} fue un rey de China de la dinastía Shang.
En las Memorias históricas de Sima Qian está colocado en el puesto 18.º de la lista de reyes Shang, sucediendo a Nan Geng, primo de su padre. Fue entronizado el año de Renxu (Chino:壬戌), con Yan (奄) como su capital. En el tercer año de su reinado, envió tropas contra los bárbaros de Danshan (丹山). Gobernó durante, alrededor de 17 años (según otras fuentes, 7 años) antes de su muerte. Le fue dado el nombre póstumo de Yang Jia, y fue sucedido por su hermano menor, Pan Geng.
Inscripciones sobre huesos oraculares desenterrados en Yinxu dan, como datos alternativo, que fue el decimoséptimo rey Shang.